# 보라이군

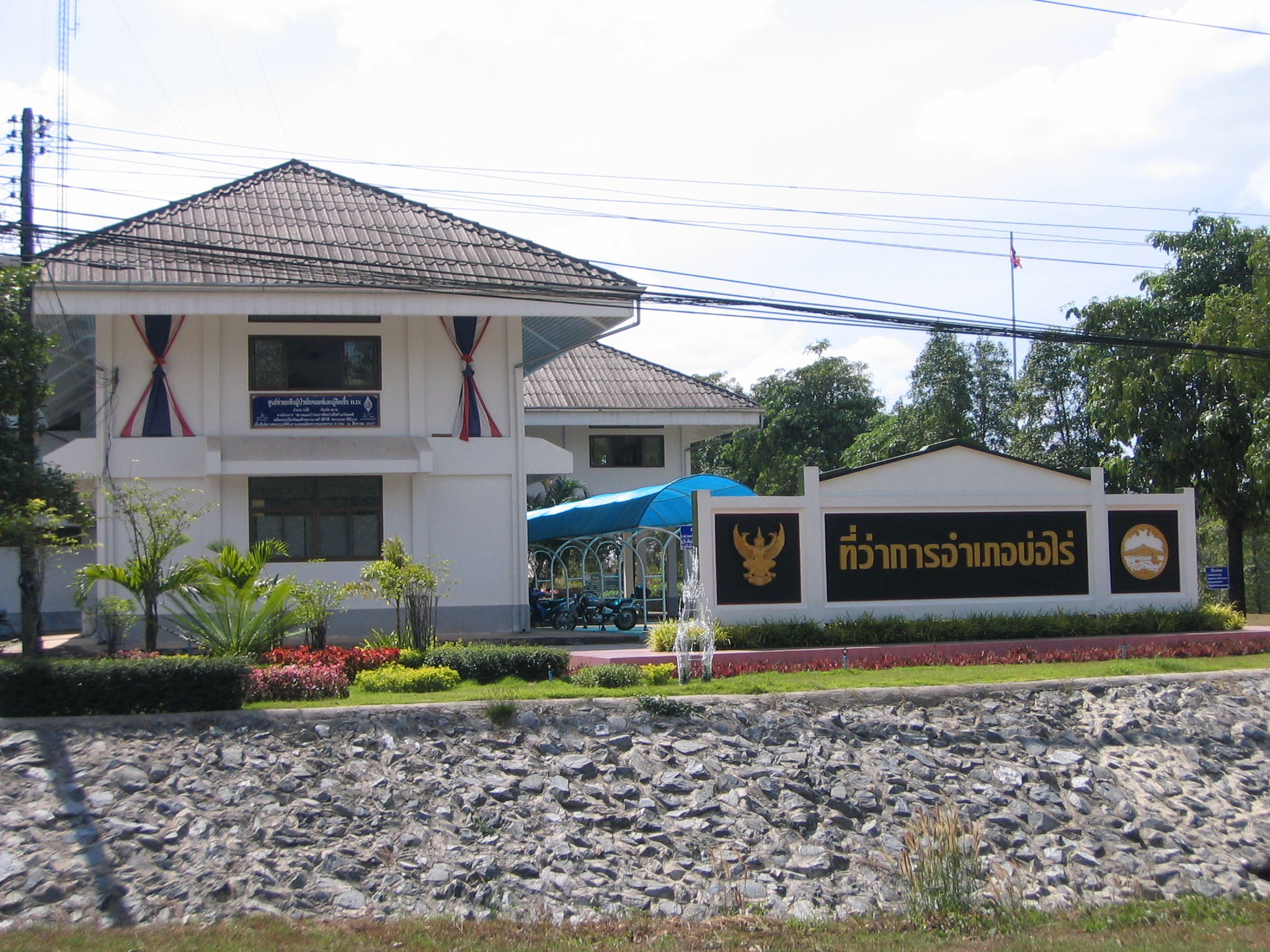

보라이군은 뜨랏주의 행정 구역이다. 이 지역의 총 인구 수는 2000년 기준으로 39736명이다. 인구 밀도는 58.4km2이다.

## 행정 구역
| 번호 | 지명         | 태국 지명 | 빌리지 | 인구   |  |  |
| 1.   | Bo Phloi     | บ่อพลอย    | 10     | 15,787 |  |  |
| 2.   | Chang Thun   | ช้างทูน     | 6      | 2,876  |  |  |
| 3.   | Dan Chumphon | ด่านชุมพล   | 7      | 4,626  |  |  |
| 4.   | Nong Bon     | หนองบอน   | 6      | 8,718  |  |  |
| 5.   | Nonsi        | นนทรีย์     | 5      | 3,652  |  |  |

|  | 이 글은 지리에 관한 토막글입니다. 여러분의 지식으로 알차게 문서를 완성해 갑시다. |